# Olidiana yangi
Olidiana yangi är en insektsart som beskrevs av Mckamey 2006. Olidiana yangi ingår i släktet Olidiana och familjen dvärgstritar. Inga underarter finns listade i Catalogue of Life.